# Мария Брабантская (герцогиня Гельдерна)
Мария Брабантская (нидерл. Maria van Brabant, фр. Marie de Brabant; 1325—1399) — дочь герцога Брабанта Жана III и Марии д’Эврё, супруга герцога Гельдернского Рейнальда III.

## Биография
Мария была третьей дочерью в семье Брабантского герцога Жана III Триумфатора и Марии д'Эврё. Её старшими сёстрами были Жанна и Маргарита. Затем у неё появились три младших брата: Жан, Генрих, Готфрид. Мать Марии умерла, когда девочке исполнилось десять. 

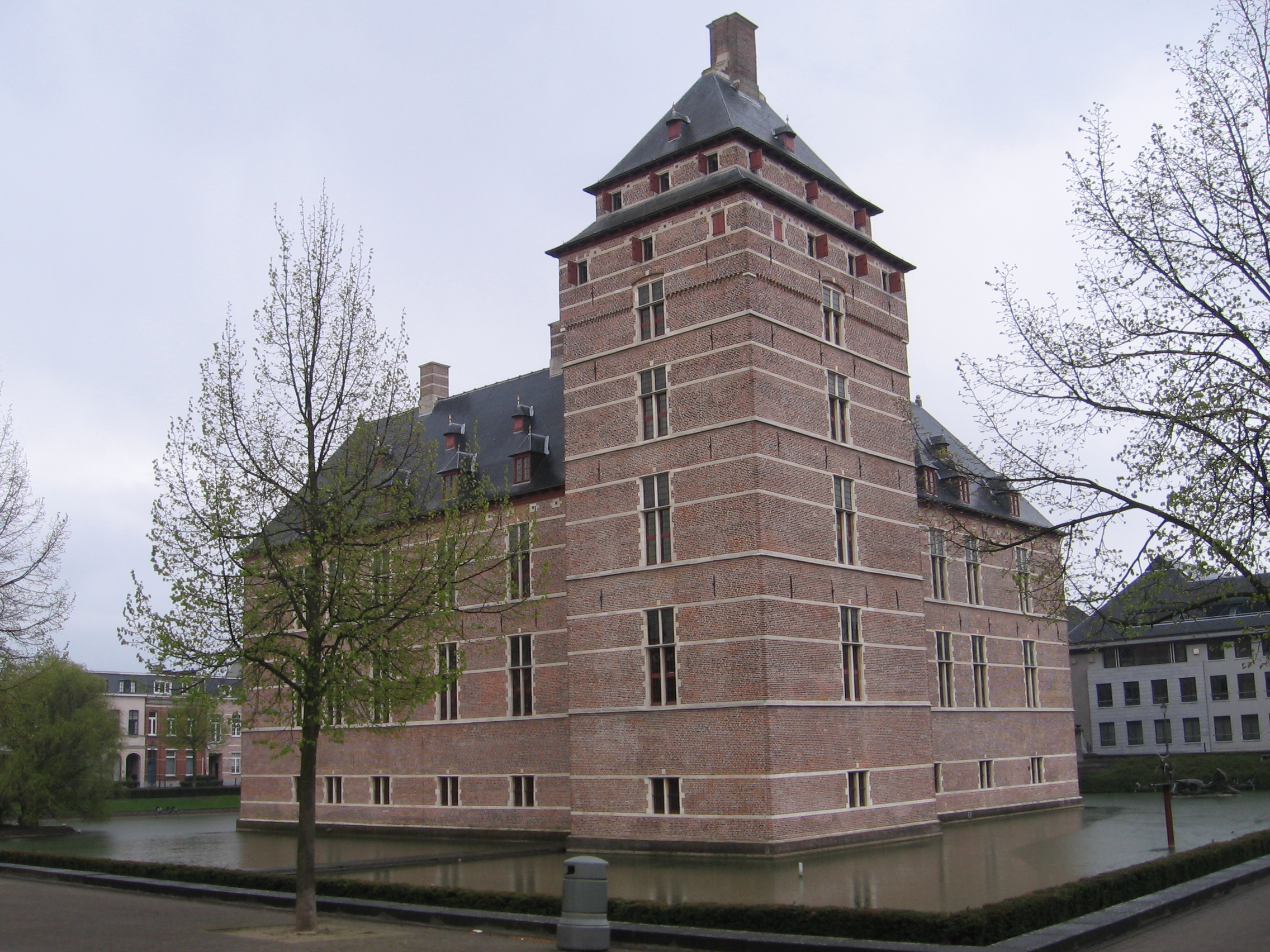
Замок герцогов Брабанта в Тюрнхауте

1 июля 1347 в Тервюрене 22-летняя Мария Брабантская вышла замуж за 14-летнего герцога Гельдерна и графа Зютфена Рейнальда III. В качестве свадебного подарка, молодым подарили замок в Тюрнхауте.
В 1361 году младший брат Рейнальда III Эдуард захватил власть в герцогстве, а самого Рейнальда заточил в замке Nijenbeek. В 1371 году Эдуард умер. Рейнальд был освобождён и восстановлен в правах, но спустя четыре месяца скончался. Мария переехала в замок Тюрнхаут, где и жила до самой смерти. В 1393 году основала августинский приорат Корсендонк, а в 1398 — церковь Святого Петра.
Умерла Мария Брабантская в преклонном возрасте  в 1399 году в Тюрнхауте .

## Родословная
| Предки 1. Марии Брабантской | Предки 1. Марии Брабантской                  | Предки 1. Марии Брабантской                         |
| --------------------------- | -------------------------------------------- | --------------------------------------------------- |
| 2. Отец: Жан III            | 4. Дед: Жан II                               | 8. Прадед: Жан I Победитель                         |
| 2. Отец: Жан III            | 4. Дед: Жан II                               | 9. Прабабка: Маргарита Фландрская                   |
| 2. Отец: Жан III            | 5. Бабка: Маргарита Английская               | 10. Прадед по женской линии: Эдуард I               |
| 2. Отец: Жан III            | 5. Бабка: Маргарита Английская               | 11. Прабабка по женской линии: Элеонора Кастильская |
| 3. Мать: Мария д’Эврё       | 6. Дед по женской линии: Людовик д’Эврё      | 12. Прадед по женской линии: Филипп III Смелый      |
| 3. Мать: Мария д’Эврё       | 6. Дед по женской линии: Людовик д’Эврё      | 13. Прабабка по женской линии: Мария Брабантская    |
| 3. Мать: Мария д’Эврё       | 7. Бабка по женской линии: Маргарита д’Артуа | 14. Прадед по женской линии: Филипп д’Артуа         |
| 3. Мать: Мария д’Эврё       | 7. Бабка по женской линии: Маргарита д’Артуа | 15. Прабабка по женской линии: Бланка Бретонская    |